# Уваров, Игорь Алексеевич
Граф И́горь Алексе́евич Ува́ров (31 мая [12 июня] 1869, Поречье, Можайский уезд, Московская губерния, Российская империя — 29 сентября 1934, Белград) — бельский уездный предводитель дворянства, член Государственного совета по выборам, действительный статский советник (с 1915).

## Биография
Происходил из потомственных дворян Смоленской губернии Уваровых. Родился в родовом имении Поречье Можайского уезда Московской губернии. Сын известных археологов графа Алексея Сергеевича Уварова и княжны Прасковьи Сергеевны Щербатовой. Внук министра народного просвещения графа С. С. Уварова.
Окончил Поливановскую гимназию (1889) и юридический факультет Московского университета с дипломом 1-й степени (1893).
По окончании университета поселился в своем смоленском имении, где посвятил себя сельскому хозяйству и общественной деятельности — в Бельском уезде у него было родовых 32200 десятин земли, был владельцем имения Холм. Увлекался охотой и садоводством, разводил английских сеттеров. В 1894 году был избран бельским уездным предводителем дворянства и занимал эту должность до событий 1917 года. 
С 1896 года состоял в придворном звании камер-юнкера, с 1910 года — камергера. 6 декабря 1915 года получил чин действительного статского советника. Из наград имел ордена Св. Станислава 2-й степени (1901), Св. Анны 2-й степени (1904),  Св. Владимира 4-й степени (1904) и Бухарской Золотой Звезды 3-й степени. Был членом «Союза 17 октября».
25 октября 1916 года избран членом Государственного совета от дворянских обществ. Входил в группу центра.
В Гражданскую войну участвовал в Белом движении на Юге России.
В эмиграции в Югославии. В 1921 году был избран в Русский совет при бароне Врангеле от земских гласных. С 4 по 11 апреля 1926 года был делегатом Российского зарубежного съезда в Париже. 
Скончался 29 сентября 1934 года в Белграде и был похоронен вместе с матерью на Новом кладбище.

## Семья
Жена (с 23 июля 1899 года) — Елизавета Николаевна Хомякова (1876—1959, Буэнос-Айрес), дочь председателя Государственной думы Н. А. Хомякова. Дети:
- Игорь (1901—1939), окончил старший приготовительный класс Александровского лицея (1917), офицер русской армии. В эмиграции в Югославии, затем в Англии. С 1927 года был женат на Виолете Амес (Violet Dorothea Ames; род. 1909 — ?). Погиб 25-26 июля 1939 в Пульборе, в автокатастрофе.
- Алексей (1909—1987, Буэнос-Айрес), начальник аргентинского округа национальной организации «Витязей». Был женат на графине Екатерине Николаевне Клейнмихель (1913—1990), дочери Н. В. Клейнмихеля (1877—1918).